# Parque Nacional Danúbio-Ipoly
O Parque Nacional Danúbio-Ipoly é um dos parques nacionais mais diversificados da Hungria.

## Antecedentes
Em 1997, o parque foi criado a partir dos parques nacionais Pilis e Börzsöny, com a adição de parte da planície de inundação do rio Ipoly. Este parque abrange áreas em Budapeste, Condado de Peste, Condado de Komárom-Esztergom e Condado de Fejér. Seus escritórios estão em Budapeste e no jardim Jókai (Budapeste XII), e sua sede está em Esztergom.

Algumas espécies – tanto a flora como a fauna – têm o seu único habitat neste parque, e existe um programa para salvar estas espécies raras e ameaçadas de extinção.